# Adjie Massaid
Raden Pandji Chandra Pratomo Samiadji Massaid, também conhecido como Adjie Massaid (Jakarta, 7 de agosto de 1967 - Jakarta, 5 de fevereiro de 2011), foi um ator, modelo e político indonésio.
Antes de entrar na cena política como membro do Parlamento, foi modelo e ator em seu país, iniciando a carreira de modelo de passarela e fotográfico na década de 1980. Em 1990, atuou em seu primeiro filme, dirigido por Garin Nugroho. Sua popularidade nestas profissões, fizeram de Massaid um forte candidato ao Parlamento, principalmente por ser de uma família de políticos.
Eleito, foi membro da Casa dos Representantes (Dewan Perwakilan Rakyat) de 2004 até a data de seu falecimento, representando o Partido Democrata.